# 華盛頓鎮區 (堪薩斯州里帕布利克縣)
華盛頓鎮區（英語：Washington Township）為美國堪薩斯州里帕布利克縣轄下的鎮區。2010年美国人口普查中此鎮區人口有75人。

## 歷史
華盛頓鎮區設立於1872年。

## 地理
華盛頓鎮區涵蓋總面積為93.3平方（36.02平方英里），其中陸地面積為93.0平方（35.92平方英里），水域面積為0.26平方（0.1平方英里）或0.28%。海拔高度473（1,552英尺）。

## 人口統計
根據2010年美國人口普查，華盛頓鎮區人口有75人，其中男性有41人，女性有34人，人口密度為每平方公里0.8人，住房計44戶。鎮區內的白人有75人，非裔美國人有0人，美洲原住民有0人，亞裔美國人有0人，太平洋島裔美國人有0人，其他種族有0人，混血種族則有0人。此外鎮區內有0人為西班牙裔或拉丁裔美國人。此鎮區之年齡中位數為53.2歲，而男性年齡中位數為52.5歲，女性年齡中位數為53.5歲。